# Injury
Injury. International Journal of the Care of the Injured, abgekürzt Injury (englisch für Verletzung), ist eine wissenschaftliche Fachzeitschrift, die vom Elsevier-Verlag im Auftrag von 14 Fachgesellschaften veröffentlicht wird. Die Zeitschrift erscheint mit zwölf Ausgaben im Jahr. Es werden Arbeiten veröffentlicht, die sich mit Unfallchirurgie und der Behandlung von Verletzungen beschäftigen.
Der Impact Factor lag im Jahr 2014 bei 2,137. Nach der Statistik des ISI Web of Knowledge wird das Journal mit diesem Impact Factor in der Kategorie Chirurgie an 67. Stelle von 198 Zeitschriften, in der Kategorie Intensivmedizin an 16. Stelle von 27 Zeitschriften, in der Kategorie Notfallmedizin an vierter Stelle von 24 Zeitschriften und in der Kategorie Orthopädie an 21. Stelle von 72 Zeitschriften geführt.